# Urospora muelleri
Urospora muelleri is een soort in de taxonomische indeling van de Myzozoa, een stam van microscopische parasitaire dieren. Het organisme komt uit het geslacht Urospora en behoort tot de familie Urosporidae. Urospora muelleri werd in 1891 ontdekt door Cuenot.